# Mompha tetrazonella
Mompha tetrazonella é uma espécie de mariposa do gênero Mompha pertencente à família Coleophoridae.